# Francuskie miasteczko
Francuskie miasteczko (fr. Un village français) – francuski serial telewizyjny w reżyserii Philippe'a Triboita do scenariusza Frédérica Krivine'a z pomocą konsultanta historycznego Jean-Pierre'a Azémy. Akcja rozgrywa się w Villeneuve, fikcyjnej gminie w departamencie Jura, w okupowanej przez Niemców Francji podczas II wojny światowej. Pierwszy sezon został pierwotnie wyemitowany na kanale France 3 w czerwcu 2009 roku. Serial był także emitowany w Belgii, Szwajcarii i Kanadzie na antenie TV5 Monde i MBC w Korei Południowej. W USA był pokazywany w serwisie streamingowym MHz Choice (poprzez Amazon Prime) i Hulu lub za darmo na niektórych stacjach PBS. W Polsce jego emisji podjęła się stacja Epic Drama.

## Fabuła[3]
W czerwcu 1940 roku niemieckie siły zbrojne atakują Francję i zajmują fikcyjne miasteczko Villeneuve, w pobliżu granicy francusko-szwajcarskiej. Okupacyjne oddziały niemieckie szybko przejmują kontrolę nad wszystkimi aspektami życia lokalnej społeczności, łącznie z podporządkowaniem sobie władz samorządowych i policji. Podczas inwazji wielu mieszkańców zostaje zabitych lub rannych, ale po zakończeniu działań wojennych ocalali próbują od nowa zbudować swoje życie i zaakceptować niemiecką okupację oraz nowy porządek.
W toku fabuły widzowie obserwują ewolucję głównych bohaterów oraz różnych drugorzędnych i powracających postaci, które stawiają opór okupantom, adaptują się do nowej rzeczywistości lub kolaborują w różnym stopniu z okupacyjnymi siłami niemieckimi. Serial przedstawia także postać oficera SS Heinricha Müllera, który bada akty oporu oraz surowo egzekwuje niemieckie rządy w miasteczku, stajać się głównym antagonistą.
Każdy sezon odpowiada jednemu rokowi okupacji, z wyjątkiem sezonów drugiego i trzeciego, które łącznie obejmują rok 1941. Historie rozgrywają się prawie wyłącznie w Villeneuve i okolicach, w miejscach takich jak szkoła, prywatne rezydencje, komenda policji, niemieckie koszary i kwatera SS, dom publiczny, urzędy, lokalne firmy oraz okoliczne farmy i wieś.
Indywidualna lojalność, przyjaźnie, moralność i więzy rodzinne zarówno głównych, jak i drugoplanowych bohaterów są nieustannie wystawiane na próbę w wyniku chciwości, głodu, przemocy, antysemityzmu, walk o władzę i innych wydarzeń mających miejsce na terenach okupowanych podczas II wojny światowej. Każdy polityczny sprzeciw i opór ze strony mieszkańców wioski jest brutalnie tłumiony przez członków kolaborującej francuskiej policji, nowo utworzonej Milicji Francuskiej i gestapo, które używają przymusu, tortur i morderstw, aby osiągnąć swój cel, jakim jest ujarzmienie okupowanej ludności. Gestapo i niemieccy dowódcy wojskowi angażują się również w łapanie ludności żydowskiej w miasteczku w celu ich deportacji do gett i obozów koncentracyjnych, wywierając nacisk na lokalną policję i przywódców politycznych, aby przestrzegali rygorystycznych norm deportacyjnych.
Inne wątki fabularne koncentrują się na tworzeniu i łączeniu się odmiennych francuskich grup ruchu oporu w okolicy, w tym lokalnej partii komunistycznej, bojowników gaullistowskich, Francuskich Sił Wewnętrznych, funkcjonariuszy policji sympatyzujących ze sprawą wyzwolenia Francji i słabo zorganizowanej grupy niedoświadczonych bojowników ukrywających się w okolicznych zalesionych obszarach, przede wszystkim młodzieży uciekającej przed niemiecką polityką pracy przymusowej, która zapewnia siłę roboczą dla fabryk w Niemczech. W sezonie 6., po wyzwoleniu Paryża przez aliantów, francuski ruch oporu nawiązuje kontakt z członkami armii amerykańskiej, działającymi za liniami wroga i rozpoczyna bezpośrednią walkę z wrogiem, aby pomóc sabotować niemieckie operacje wojskowe.

## Obsada

### Główne role (w kolejności alfabetycznej)
| Aktor             | Rola              | Sezony |
| ----------------- | ----------------- | ------ |
| Emmanuelle Bach   | Jeannine Schwartz | 1–7    |
| Patrick Descamps  | Henri De Kervern  | 1–4, 6 |
| Nade Dieu         | Marie Germain     | 1–6    |
| Audrey Fleurot    | Hortense Larcher  | 1–7    |
| Nicolas Gob       | Jean Marchetti    | 1–7    |
| Thierry Godard    | Raymond Schwartz  | 1–7    |
| Marie Kremer      | Lucienne Borderie | 1–7    |
| Francis Renaud    | Jacques           | 1      |
| Robin Renucci     | Daniel Larcher    | 1–7    |
| Fabrizio Rongione | Marcel Larcher    | 1–5    |
| Richard Sammel    | Heinrich Müller   | 2–7    |

### Role drugoplanowe (w kolejności alfabetycznej)
| Aktor             | Rola               | Sezony |
| ----------------- | ------------------ | ------ |
| Laurent Bateau    | Albert Crémieux    | 3–4    |
| Bernard Blancan   | Anselme            | 4–7    |
| Nathalie Cerda    | Madame Morhange    | 1–4    |
| Cyril Couton      | Servier            | 1-6    |
| Cyril Descours    | Yvon               | 3      |
| Armelle Deutsch   | Natacha            | 1      |
| Amandine Dewasmes | Marguerite         | 5      |
| Constance Dollé   | Suzanne Richard    | 1–7    |
| Maxim Driesen     | Gustave Larcher    | 1–7    |
| Dan Herzberg      | Lorrain Germain    | 1–2    |
| François Loriquet | Jules Bériot       | 1–7    |
| Martin Loizillon  | Antoine            | 5–7    |
| Axelle Maricq     | Rita de Witte      | 4, 6   |
| Maëva Pasquali    | Émilie             | 2–3    |
| Philippe Résimont | Philippe Chassagne | 4–7    |
| Laura Stainkrycer | Sarah              | 1–4    |
| Samuel Theis      | Kurt Wagner        | 1–3, 6 |